# Greta Andersen
Greta Marie Andersen (-Veress) (Copenhagen, 1 de maio de 1927 − 6 de fevereiro de 2023) foi uma nadadora dinamarquesa. Ganhadora de uma medalha de ouro nos Jogos Olímpicos de Londres em 1948.
Entrou no International Swimming Hall of Fame em 1969.